# Симония, Нодари Александрович
Нодари Алекса́ндрович Симо́ния (30 января 1932, Тифлис, Грузинская ССР — 29 декабря 2019) — советский и российский политолог, учёный-востоковед. Доктор исторических наук, академик РАН (1997).

## Биография
В 1950—1954 годах учился в Московском институте востоковедения. В 1955 году с отличием окончил Московский государственный институт международных отношений (МГИМО) МИД СССР по специальности «страноведение по странам зарубежного Востока», в 1958 году — аспирантуру там же. С 1959 — кандидат экономических наук (диссертация «Роль китайского населения в экономической жизни стран Юго-Восточной Азии»), с 1974 — доктор исторических наук (диссертация «Некоторые особенности революционных процессов в странах Востока»). С 1980 — профессор (политических наук). С 1990 — член-корреспондент АН СССР (с 1992 РАН), с 1997 — действительный член РАН.

### Научная и педагогическая деятельность в России
В 1958—1988 работал в Институте востоковедения АН СССР:
- в 1958—1968 — младший научный сотрудник
- в 1968—1970 — старший научный сотрудник
- в 1970—1982 — заведующий сектором методологических проблем стран Азии и Северной Африки.
- в 1982—1987 — заведующий отделом политических и социально-экономических проблем развивающихся стран.
- в 1969—1987 работал в Институте общественных наук при ЦК КПСС в Москве: доцент, затем с 1980 профессор. В 1969—1979 приглашённый профессор Новосибирского университета.
- в 1988—2000 — заместитель директора Института мировой экономики и международных отношений (ИМЭМО) РАН, по совместительству — директор Центра сравнительных исследований России и Третьего мира. С 1998 — академик-секретарь Отделения Международных Отношений, член Президиума РАН;
- в 2000—2006 — директор ИМЭМО РАН.

Одновременно:
- с февраля 1992 — член Научного совета Министерства иностранных дел РФ.
- в январе 1993—1996 — участник исследовательского проекта по проблемам безопасности в России и Азиатско-Тихоокеанском регионе, Горбачев-Фонд.
- в феврале 1994—1996 Член Научного Совета при Совете Безопасности РФ.
- с сентября 2000 — член межведомственной комиссии по международным отношениям Совета Безопасности РФ
- с декабря 2001 по май 2006 — специальный представитель Президента Российской Федерации по связям с лидерами африканских государств в рамках G8. Принимал участие во встречах G8 в Кананаскисе (Канада 2002 г.), Эвиане (Франция 2003 г.), Си-Айленде (США 2004 г.), Глениглисе (Великобритания 2005 г.). Ушел по собственному желанию в мае 2006 года.
- с января 2009 по июль 2010 член Руководящего комитета от РФ международной неправительственной организации Governance in Rapidly Changing Arctic.

### Научная и педагогическая деятельность за границей
- С 1985 участвовал в семинарах и чтение лекций по внутренней и внешней политике России в Институте мира США, Фонде Карнеги за международный мир, университетах: Мэрилендском, Принстонском, Брауновском, Джонс Хопкинса, Колумбийском, Вашингтонском, Нью-Мексико. Участвовал в симпозиумах и конференциях по проблемам безопасности (российско-японских с 1982 по н.в.; трехсторонних — США, Россия, Япония — конференциях по проблемам безопасности в Азиатском регионе, 1994—1995, и др.).
- весна 1987 — приглашенный профессор, Мэрилендский университет.
- ноябрь 1991-январь 1992 — приглашенный профессор, Школа международной политики, экономики и бизнеса, Aoyama Gakuin University, Tokyo;
- в 1990—1993 — вице-президент EADI (Европейская Ассоциация институтов развития);
- февраль — март 1994 участвовал в совместном проекте Мэрилендского университета и Университета Джонса Хопкинса по проблемам России и СНГ;
- май 1996 — март 1997 — приглашенный профессор, Славянский исследовательский центр, Университет Хоккайдо, Саппоро.
- апрель-сентябрь 1997 — BP Centennial Professorship (приглашенный профессор), Лондонская школа экономики и политики, Лондон.

Умер 29 декабря 2019 года. Похоронен в Москве на Троекуровском кладбище.

## Основные направления исследований
- СССР и Третий мир.
- История и политика России от Средних веков до настоящего времени.
- Социально-экономическое развитие современной России.
- Международное коммунистическое движение.
- Международное национально-освободительное движение.

## Труды
Автор 17 книг и сотни статей и разделов в коллективных трудах. Многие публикации переведены на европейские и восточные языки. Среди них известные теоретические работы — авторская монография «Страны Востока: пути развития» (1975), коллективная работа «Эволюция восточных обществ: синтез традиционного и современного» (отв. ред. Л. И. Рейснер, Н. А. Симония. М.: ГРВЛ, 1984), монография «Город в формационном развитии стран Востока» (отв. ред. Н. А. Симония. М.: ГРВЛ, 1990), а также монографии о советской России «СССР в мировом сообществе: от старого мышления к новому» (М.: Прогресс, 1990; редактор-составитель), «Что мы построили» (1991) и «Историография сталинизма: сборник статей» (М.: РОССПЭН, 2007; редактор).
- Страны Востока: Пути развития. М.: Главная редакция восточной литературы, 1975;
- Индонезия. — М.: Мысль, 1978. — 168 с. — (Социально-экономические проблемы развивающихся стран). — 43 000 экз.
- Что мы построили. М.: Прогресс, 1991;
- Избранное. М., 2012.